# 放送番組センター
公益財団法人放送番組センター（ほうそうばんぐみセンター、略称：BPCJ）は、日本の非営利団体である。放送法第9章（第167条から173条 1989年改正以降）に定められた「放送番組センター」を運営する唯一の総務大臣指定法人。1968年3月29日設立。
当初は教養番組・教育番組を中心としたテレビ番組の放送権確保および配給を主要事業とし、編成体制が未熟だった地方局と都市圏局との放送格差の解消に取り組んだ。1989年の放送法改正によって、放送番組の収集・保管・公開という役割が法的に付与されて以降、1991年開館の「放送ライブラリー」の運営を主要事業としている。
財源は各放送事業者や公益団体などの寄付によっている。
この項では過去に放送番組センターによって行われた番組制作・配給を中心に記述する。

## 概要
放送法では「教養番組、教育番組、報道番組、娯楽番組等」の「調和」が義務づけられているが、1960年代後半に相次いで開局した地方民間放送テレビ局では、ネットワークが整備途上であったこともあり、とりわけ教養番組・教育番組について各局による自主制作の困難が懸念された。折しも、1964年には郵政省臨時放送関係法制調査会において「教育専門局が営利法人によって理想的に経営されることが不可能（略）適当な時期にこれを廃止するのを可とする」と答申されたことで、既存の民間教育放送局は総合放送局への転換が予定されていたため、これらの局を通じての教養番組・教育番組の供給に頼ることができない状態だった。また当時、放送格差解消のため「放送会社と制作会社の分離」「番組制作の全国センター化」といった放送制度改革を目指していた政府も、郵政大臣の談話の形で「番組供給共同機関」の設立を要望した。そこで各放送事業者は、「民放の教育・教養番組の充実のため」、これらの番組専門の供給センターを設立し、地方局の編成に対応することにした。
放送番組センターは設立時から、各放送事業者から提供された教養番組・教育番組の管理・配給を行うかたわら、センター自身で企画・制作を行った。設立当初は放送番組センター自身が番組制作を行ったが、外部のプロダクション等へ外注し、放送番組センターが放映権を得て各局に配給する形式となった。日本自転車振興会、宝くじ、中央競馬馬主社会福祉財団などからの助成金を受けて制作された番組もある。知の象徴とされるフクロウをマスコットキャラクターにしており、配給番組のクレジット画面等に使用していた。
番組はネットワークに属さない独立放送局にも配給された。局によっては編成の大半が放送番組センターから配給された番組で占められた。
かつては、番組配給のほか、各社制作の教養番組への協賛や、海外の放送局との番組交換・交流活動を行っていた。
番組配給事業は2009年3月末をもって終了した。

## 主な番組

### 1970年代まで
国内作品
- われら一族 → 新・われら一族（1969年4月6日[5]～1970年3月28日[6]）[7] - TBS系列各局が制作、放送番組センターが協賛。放送番組センターの協賛番組第一号[8]。
- これが世界のホンモノだ!（1969年10月5日 - 1970年3月29日）[7] - フジテレビ制作、放送番組センターが協賛[8]。
- 地中海文明をさぐる（1970年7月5日 - 12月27日）[7] - 放送番組センターの制作番組第一号[8][9]。
- やさしいコンピューター - 放送番組センター制作[10]
- 新日本紀行（NHK制作）
- 動物村ものがたり - 放送番組センターの購入番組第一号。
- テレビようちえん
  - 出演：作間功、高村章子 声：松金よね子、安原義人
- ものしり博士（NHK制作）
  - 声：熊倉一雄
- テレビどうぶつえん（TBS映画社制作、1972年4月3日 - 1973年）[7] - 動物の映像はのちに編集され、フィラーとして配給された。
  - 出演：もりみどり、デューク・エイセス
- 名作のふるさと／新・名作のふるさと（テレビマンユニオン制作）[7]
- 未来はそこにある（共同テレビジョン制作）[7]
  - ナレーション：小林恭治
- 新しいホーム・アイデア（放送番組センター制作、1973年4月 - ）[11] - のちに「新・新しいホーム・アイデア」も配給
- 生き物ばんざい（毎日放送制作）
- なぜ どうして（TBS映画社制作）
  - 出演：熊倉一雄ほか
- まんが世界昔ばなし（TBS制作）

海外作品
- 世界の窓（1976年4月から配給[12]）
- 九ちゃんのハッティタウン物語（イギリスのATV制作）
  - ナレーション：坂本九
- 世界の動物園[13]
  - ナレーション：野沢那智
- 世界の国から[13]
- リビング・トゥモロー（ロンドンの「テレビジョン・サービス」制作[14]、1976年10月から配給[12]） - のちに「新・リビング・トゥモロー」も1981年7月から配給[15]
  - ナレーション：谷幹一
- 世界・あの町この村（フランスのクロード・セシル・プロダクション制作、1979年1月から配給[16]）
- 馬・わが友（フランスのブロンドウ・プロダクション制作[16]）

### 1980年代
国内作品
- てれび博物館／川津裕介のおもしろサイエンス（東海テレビ制作）
- 世界めぐり愛（TBS制作）
- オーケストラがやって来た（TBS制作）
- ぼくらのチャンネル（フジテレビ制作）
- タレント子育て論（テレビ朝日制作）[7]
- キリンのものしり館（毎日放送制作）
- アンデス少年ペペロの冒険（和光プロ制作）
- まんがはじめて物語／まんがおもしろタイムトンネル（TBS制作）
- 音楽の旅はるか（毎日放送制作）
- 外山雄三 音楽世界の旅（中京テレビ制作）
- ザ・ビッグデー（毎日放送・岩波映画制作）

海外作品
- スーパーバード 星から来たワトゥー（フランス語版）（海外アニメ フランスの「プラットフォーム2000」制作[17]、1980年4月から配給[18]）
  - 声：堀絢子ほか
- ゆかいなアミーゴ（海外アニメ イタリアの「HDHフィルム」制作[17]、1980年4月から配給[18]）
  - ナレーション：近石真介
- ヨーロッパおとぎ話（海外アニメ ヨーロッパ18か国の共同制作[17]、1980年7月から配給[18]）
- 世界の美術めぐり（フランス国有テレビ番組制作会社制作[18]、1981年10月から配給[15]）
- これが世界のニューライフ（西ドイツのZDF制作[15]、1982年10月から配給[19]）
- 世界の庭園（フランスのTF1ほかの制作[15]、1982年10月から配給[19]）
- 知られざる王国 神聖首長の素顔（カナダのVia Monde制作[15]、1983年1月から配給[19]）
- なべおさみの植物世界のおどろき（植物世界の神秘）（フランス語圏テレビ協会制作[19]、1983年7月から配給[20]）
- 美と歴史を訪ねて（1983年10月から配給[20]）
- 大自然への挑戦（1983年10月から配給[20]）

### 1990年代・2000年代
国内作品
- ことばのプリズム（TBS制作）
- 極める 日本の美と心（テレビ東京制作）
- TVムック・謎学の旅（日本テレビ制作）
- 北、再発見（札幌テレビ制作）
- ワザあり!にっぽん（中京テレビ制作）
- 謎ジパング あなたの知らない日本（テレビ朝日制作）
- 真珠の小箱・奈良大和路をゆく（毎日放送制作）
- 憧れの都へ～とっておきのヨーロッパ～
- 路面電車紀行
- ふるさと紀行（東海テレビ制作）
  - ナレーション：高井一
- おしゃべりQっと!サイエンス（テレビ大阪制作）
- 知られざる世界（日本テレビ制作）
- にっぽんの自然
- 世界遺産 新たなる旅へ
  - ナレーション：槇大輔
- 今、きらめいて（仙台放送制作）
- ごちそう発見（NHK制作）
- おしえて!北のなるほ堂（札幌テレビ制作）
- 海ものがたり（日本水中映像制作）
- 旅の街から（朝日放送制作）
- イキイキ!地球家族（TBS制作）

海外作品
- 世界鉄道の旅

## 公共広告
番組のほか、CM枠のフィラーで放送するための、公益的な標語を掲げた映像「キャンペーン・スポット」を配給していた（1971年、1974年、1977年、1980年の四回制作）。1971年に関西で活動を開始したACジャパンと並び、日本における公共広告の草分けのひとつとなった。